# جورجيا هاركنيس
جورجيا هاركنيس (بالإنجليزية: Georgia Harkness)‏ هي كاتِبة أمريكية، ولدت في 21 أبريل 1891، وتوفيت في 21 أغسطس 1974.

## وصلات خارجية
- جورجيا هاركنيس على موقع ميوزك برينز (الإنجليزية)